# La trepadora
La trepadora é um filme do gênero drama produzido no México e lançado em 1944, sob a direção de Gilberto Martínez Solares. Foi protagonizado por Sara García.